# Richard Herzmansky

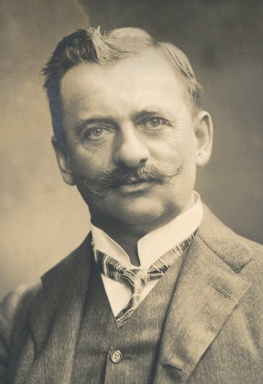
Richard Herzmansky

 Richard Herzmansky (* 3. Mai 1859 in Taschendorf bei Odrau (Tošovice), Schlesien; † 16. Juni 1939 ebenda) war ein schlesisch-österreichischer Politiker der Deutschen Volkspartei bzw. ab 1907 der Deutschen Agrarpartei.

## Ausbildung und Beruf
Der Sohn eines Landwirts, der eine Erbrichterei besaß, besuchte nach der Volks- und Realschule in Neutitschein die landwirtschaftliche Lehranstalt im schlesischen Oberhermsdorf (Bezirk Freiwaldau). Er wurde 1880 selbst Erbrichtereibesitzer in Taschendorf.

## Politische Funktionen
- 1885–1914: Bürgermeister von Taschendorf
- 1897–1907: Abgeordneter des Abgeordnetenhauses im Reichsrat (IX., X. Legislaturperiode); Schlesien, Kurie der Landgemeinden 1 (Gerichtsbezirke Troppau, Wagstadt, Odrau, Jägerndorf u. a.); Verband der Deutschen Volkspartei
- 1907–1918: Abgeordneter des Abgeordnetenhauses im Reichsrat (XI. und XII. Legislaturperiode); Wahlbezirk Schlesien 10; Deutscher Nationalverband (Deutsche Agrarpartei)
- Obmann des Ortsschulrates
- 21. Oktober 1918 bis 16. Februar 1919: Mitglied der Provisorischen Nationalversammlung, DnP